# Pentaspadon
Pentaspadon  es un género de plantas con nueve especies,  perteneciente a la familia de las anacardiáceas.

## Taxonomía
El género fue descrito por Joseph Dalton Hooker y publicado en Transactions of the Linnean Society of London 23(1): 168. 1860. La especie tipo es: Pentaspadon motleyi 

## Especies
| - Pentaspadon annamense - Pentaspadon curtisii - Pentaspadon minutiflora - Pentaspadon moskowskii - Pentaspadon motleyi | - Pentaspadon officinalis - Pentaspadon poilanei - Pentaspadon teleianthera - Pentaspadon velutinus - Lista completa de especies |